# André Laurito
André Laurito (* 24. November 1983 in Kinshasa, Zaïre) ist ein deutscher Fußballspieler.

## Laufbahn
Lauritos Vater ist Italiener und seine Mutter Kongolesin. Geboren wurde er in Zaïre (heute DR Kongo), aufgewachsen ist er in Gießen, wo er beim TSV Klein-Linden das Fußballspielen lernte. In der A-Jugend wechselte er zum VfB Gießen.
2003 schloss er sich dem FSV Steinbach in der Landesliga Hessen an. Dort wurde er vom Trainer des FSV Frankfurt und bereits im Jahr darauf in die damals viertklassige Oberliga Hessen geholt. Nach einem Jahr Eingewöhnungszeit war er ab der Saison 2005/06 Stammspieler und stieg ein Jahr später mit dem Verein in die (drittklassige) Regionalliga Süd auf. Dem FSV gelang als Aufsteiger der Durchmarsch in die 2. Bundesliga, Laurito spielte jedoch nur bis zum 11. Spieltag und kam dann nicht mehr zum Einsatz und sein auslaufender Vertrag wurde nicht verlängert.
Laurito wechselte danach zu Viktoria Aschaffenburg, wo er 2008/09 wieder in der Regionalliga spielte, die aber nach der Einführung der 3. Liga nur noch viertklassig war. Zwar beendete er mit Viktoria die Saison als 13., jedoch zog der Verein schon vorher den Lizenzantrag zurück und stand als Absteiger fest. Deshalb ging Laurito zum Ligakonkurrenten Eintracht Bamberg, hatte aber erneut Pech. Der Verein musste Insolvenz anmelden und stand ebenfalls vorher als Absteiger fest.
Zur Saison 2010/11 wurde er dann von Jahn Regensburg in der 3. Liga unter Vertrag genommen. Bereits am ersten Spieltag kam er in der Startelf zu seinem Profidebüt und wurde auch danach regelmäßig als rechter Verteidiger eingesetzt. Im zweiten Jahr wurde er zum Stammspieler und Leistungsträger und trug auch mit seinen Offensivqualitäten (sechs Saisontore) zum Erreichen der Relegation zur 2. Bundesliga bei; so war es im zweiten Relegationsspiel sein Kopfball, der zum 2:2-Ausgleich gegen den Karlsruher SC führte und dem Verein den Aufstieg brachte. Insgesamt war er in dieser Saison mit einem von dem Sportmagazin kicker vergebenen Notenschnitt von 2,82 der zweitbeste Abwehrspieler der 3. Liga.
Zur Saison 2013/14 wechselte André Laurito zum FC Rot-Weiß Erfurt. Zum Saisonende 2017/18 gab André sein Karriereende bekannt und möchte eine Ausbildung zum Bankkaufmann starten.
Mit Beginn der Saison 2018/19 schloss sich Laurito parallel zu seiner Ausbildung dem unterklassigen TSV Kerspleben in der Nähe von Erfurt an. Dort bestritt er am 3. August 2018 beim 3:1-Sieg gegen den SV BW 90 Hochstedt I seine erste Partie.

## Erfolge
- Aufstieg in die Regionalliga Süd 2007 mit dem FSV Frankfurt
- Aufstieg in die 2. Bundesliga 2008 mit dem FSV Frankfurt
- Aufstieg in die 2. Bundesliga 2012 mit Jahn Regensburg
- Thüringer Landespokalsieger: 2016/17 mit dem FC Rot-Weiß Erfurt